# Azuraleurodicus pentarthrus
Azuraleurodicus pentarthrus là một loài côn trùng cánh nửa trong họ Aleyrodidae, phân họ Aleurodicinae.
Azuraleurodicus pentarthrus được Martin in Martin & Polaszek miêu tả khoa học đầu tiên năm 1999.